# Pavel Černý
Pavel Černý (n. 11 octombrie 1962, Nové Město nad Metují⁠(d), Regiunea Boemia de Est⁠(d), Cehoslovacia) este un fost fotbalist ceh.
Între 1989 și 1991, Černý a jucat 4 meciuri pentru echipa națională a Cehoslovaciei.

## Statistici
| Cehoslovacia | Cehoslovacia | Cehoslovacia |
| An           | Meciuri      | Goluri       |
| ------------ | ------------ | ------------ |
| 1989         | 1            | 0            |
| 1990         | 2            | 0            |
| 1991         | 1            | 0            |
| Total        | 4            | 0            |